# Raluca Olaru
Pour les articles homonymes, voir Olaru.
Ioana Raluca Olaru, ou simplement Raluca Olaru, née le 3 mars 1989 à Bucarest, est une joueuse de tennis roumaine, professionnelle depuis 2003.
Sa surface de prédilection est la terre battue. Elle est entraînée par Silviu Zancu. Finaliste d'un tournoi WTA en simple en 2009, elle est surtout performante en double, en remportant onze tournois WTA et atteignant treize autres finales sur le circuit principal.
Elle fait partie de l'équipe de Roumanie de Fed Cup.

## Carrière tennistique
Ioana Raluca Olaru commence le tennis à l'âge de sept ans. Chez les Juniors, elle est finaliste du Tournoi des Petits As en 2003, battue par la Suissesse Timea Bacsinszky. Elle remporte ensuite le double filles de l'US Open 2006, associée à sa compatriote Mihaela Buzărnescu.
En 2007, Raluca Olaru s'illustre en se qualifiant pour le tableau final du tournoi de Memphis où elle atteint ensuite les demi-finales, seulement battue par Venus Williams après un beau parcours durant lequel elle bat notamment Samantha Stosur. Elle réédite son exploit quelques semaines plus tard à Fès, où elle perd contre Milagros Sequera après avoir notamment éliminé Vania King et Caroline Wozniacki.
En 2008, elle atteint pour la première fois une finale de double d'un tournoi ATP à Budapest, aux côtés de Vanessa Henke, avant de remporter son premier titre en double à Tachkent avec sa partenaire Olga Savchuk.
Lors de la Coupe de Varsovie 2009, Olaru atteint les quarts de finale en simple mais elle reste impuissante face à la Britannique Anne Keothavong qui expédie le match 6-0, 6-1.
Elle atteint sa première finale de simple en 2009 à Bad Gastein, en écartant les têtes de série Sybille Bammer, Magdaléna Rybáriková et Alizé Cornet, avant de perdre en finale contre l'Allemande Andrea Petkovic (6-2, 6-3). À Linz, elle est éliminée en quart par Flavia Pennetta, première tête de série du tournoi.
En 2011, elle remporte son deuxième tournoi WTA en double à Acapulco avec Mariya Koryttseva. Son palmarès en double dames continue de s'étoffer dans les années suivantes avec différentes partenaires.

## Palmarès

### Titre en simple dames
Aucun

### Finale en simple dames
| No | Date       | Nom et lieu du tournoi      | Catégorie | Dotation  | Surface      | Vainqueure      | Score    |          |
| -- | ---------- | --------------------------- | --------- | --------- | ------------ | --------------- | -------- | -------- |
| 1  | 20-07-2009 | Gastein Ladies, Bad Gastein | Intern'l  | 220 000 $ | Terre (ext.) | Andrea Petkovic | 6-2, 6-3 | Parcours |

### Titres en double dames
| No | Date       | Nom et lieu du tournoi                            | Catégorie | Dotation  | Surface      | Partenaire         | Finalistes                                    | Score             |          |
| -- | ---------- | ------------------------------------------------- | --------- | --------- | ------------ | ------------------ | --------------------------------------------- | ----------------- | -------- |
| 1  | 29-09-2008 | Tashkent Open Tachkent                            | Tier IV   | 145 000 $ | Dur (ext.)   | Olga Savchuk       | Nina Bratchikova Kathrin Wörle                | 5-7, 7-5, [10-7]  | Parcours |
| 2  | 21-02-2011 | Abierto Mexicano Acapulco                         | Intern'l  | 220 000 $ | Terre (ext.) | Mariya Koryttseva  | Lourdes Domínguez Lino Arantxa Parra Santonja | 3-6, 6-1, [10-4]  | Parcours |
| 3  | 10-06-2013 | Nürnberger Versicherungscup Nuremberg             | Intern'l  | 235 000 $ | Terre (ext.) | Valeria Solovieva  | Anna-Lena Grönefeld Květa Peschke             | 2-6, 7-63, [11-9] | Parcours |
| 4  | 06-10-2014 | Generali Ladies Linz                              | Intern'l  | 250 000 $ | Dur (int.)   | Anna Tatishvili    | Annika Beck Caroline Garcia                   | 6-2, 6-1          | Parcours |
| 5  | 26-09-2016 | Tashkent Open Tachkent                            | Intern'l  | 250 000 $ | Dur (ext.)   | İpek Soylu         | Demi Schuurs Renata Voráčová                  | 7-5, 6-3          | Parcours |
| 6  | 08-01-2017 | Hobart International Hobart                       | Intern'l  | 250 000 $ | Dur (ext.)   | Olga Savchuk       | Gabriela Dabrowski Yang Zhaoxuan              | 0-6, 6-4, [10-5]  | Parcours |
| 7  | 17-07-2017 | Bucharest Open Bucarest                           | Intern'l  | 250 000 $ | Terre (ext.) | Irina-Camelia Begu | Elise Mertens Demi Schuurs                    | 6-3, 6-3          | Parcours |
| 8  | 30-04-2018 | Grand Prix de SAR La Princesse Lalla Meryem Rabat | Intern'l  | 250 000 $ | Terre (ext.) | Anna Blinkova      | Georgina García Pérez Fanny Stollár           | 6-4, 6-4          | Parcours |
| 9  | 20-05-2018 | Internationaux de Strasbourg Strasbourg           | Intern'l  | 250 000 $ | Terre (ext.) | Mihaela Buzărnescu | Nadiia Kichenok Anastasia Rodionova           | 7-5, 7-5          | Parcours |
| 10 | 15-03-2021 | St. Petersburg Ladies Trophy Saint-Pétersbourg    | WTA 500   | 565 530 $ | Dur (int.)   | Nadiia Kichenok    | Kaitlyn Christian Sabrina Santamaria          | 2-6, 6-3, [10-8]  | Parcours |
| 11 | 22-08-2021 | Chicago Open Chicago                              | WTA 250   | 235 238 $ | Dur (ext.)   | Nadiia Kichenok    | Lyudmyla Kichenok Makoto Ninomiya             | 7-66, 5-7, [10-8] | Parcours |

### Finales en double dames
| No | Date       | Nom et lieu du tournoi                | Catégorie | Dotation    | Surface      | Vainqueures                              | Partenaire         | Score             |          |
| -- | ---------- | ------------------------------------- | --------- | ----------- | ------------ | ---------------------------------------- | ------------------ | ----------------- | -------- |
| 1  | 07-07-2008 | Grand Prix Budapest                   | Tier III  | 175 000 $   | Terre (ext.) | Alizé Cornet Janette Husárová            | Vanessa Henke      | 6-75, 6-1, [10-6] | Parcours |
| 2  | 08-04-2013 | Katowice Open Katowice                | Intern'l  | 235 000 $   | Terre (int.) | Lara Arruabarrena Lourdes Domínguez Lino | Valeria Solovieva  | 6-4, 7-5          | Parcours |
| 3  | 19-05-2014 | Nürnberger Versicherungscup Nuremberg | Intern'l  | 250 000 $   | Terre (ext.) | Michaëlla Krajicek Karolína Plíšková     | Shahar Peer        | 6-0, 4-6, [10-6]  | Parcours |
| 4  | 21-07-2014 | Baku Cup Bakou                        | Intern'l  | 250 000 $   | Dur (ext.)   | Alexandra Panova Heather Watson          | Shahar Peer        | 6-2, 7-63         | Parcours |
| 5  | 17-05-2015 | Nürnberger Versicherungscup Nuremberg | Intern'l  | 250 000 $   | Terre (ext.) | Chan Hao-ching Anabel Medina             | Lara Arruabarrena  | 6-4, 7-65         | Parcours |
| 6  | 25-04-2016 | GP Princesse Lalla Meryem Rabat       | Intern'l  | 250 000 $   | Terre (ext.) | Xenia Knoll Aleksandra Krunić            | Tatjana Maria      | 6-3, 6-0          | Parcours |
| 7  | 01-01-2017 | Shenzhen Open Shenzhen                | Intern'l  | 750 000 $   | Dur (ext.)   | Andrea Hlaváčková Peng Shuai             | Olga Savchuk       | 6-1, 7-5          | Parcours |
| 8  | 24-09-2018 | Tashkent Open Tachkent                | Intern'l  | 226 750 $   | Dur (ext.)   | Olga Danilović Tamara Zidanšek           | Irina-Camelia Begu | 7-5, 6-3          | Parcours |
| 9  | 15-10-2018 | Kremlin Cup Moscou                    | Premier   | 790 208 $   | Dur (int.)   | Alexandra Panova Laura Siegemund         | Darija Jurak       | 6-2, 7-62         | Parcours |
| 10 | 10-08-2020 | Prague Open Prague                    | Intern'l  | 202 250 $   | Terre (ext.) | Lucie Hradecká Kristýna Plíšková         | Monica Niculescu   | 6-2, 6-2          | Parcours |
| 11 | 14-09-2020 | Internazionali d'Italia Rome          | Premier 5 | 1 692 169 $ | Terre (ext.) | Hsieh Su-wei Barbora Strýcová            | Anna-Lena Friedsam | 6-2, 6-2          | Parcours |
| 12 | 20-06-2021 | Bad Homburg Open Bad Homburg          | WTA 250   | 235 238 $   | Gazon (ext.) | Darija Jurak Andreja Klepač              | Nadiia Kichenok    | 6-3, 6-1          | Parcours |
| 13 | 18-10-2021 | Moscou Open Moscou                    | WTA 500   | 565 530 $   | Dur (int.)   | Jeļena Ostapenko Kateřina Siniaková      | Nadiia Kichenok    | 6-2, 4-6, [10-8]  | Parcours |

### Finale en double en WTA 125
| No | Date       | Nom et lieu du tournoi | Catégorie | Dotation  | Surface      | Vainqueures              | Partenaire | Score    |          |
| -- | ---------- | ---------------------- | --------- | --------- | ------------ | ------------------------ | ---------- | -------- | -------- |
| 1  | 31-05-2016 | Bol Open Bol           | WTA 125   | 125 000 $ | Terre (ext.) | Xenia Knoll Petra Martić | İpek Soylu | 6-3, 6-2 | Parcours |

## Parcours en Grand Chelem

### En simple dames
| Année | Open d'Australie                                   | Open d'Australie                                    | Internationaux de France                            | Internationaux de France | Wimbledon         | Wimbledon       | US Open                                        | US Open            |
| ----- | -------------------------------------------------- | --------------------------------------------------- | --------------------------------------------------- | ------------------------ | ----------------- | --------------- | ---------------------------------------------- | ------------------ |
| 2007  | -                                                  | -                                                   | 3e tour (1/16)                                      | Ana Ivanović             | -                 | -               | 2e tour (1/32)                                 | Venus Williams     |
| 2008  | 1er tour (1/64)                                    | Nicole Vaidišová                                    | 1er tour (1/64)                                     | Stéphanie Cohen-Aloro    | 1er tour (1/64)   | Samantha Stosur | 2e tour (1/32)                                 | Dominika Cibulková |
| 2009  | Q2 \|\| style="text-align:left" \| Marija Mirkovic | 1er tour (1/64)                                     | A. Pavlyuchenkova                                   | 2e tour (1/32)           | Victoria Azarenka | 1er tour (1/64) | Li Na                                          |                    |
| 2010  | 1er tour (1/64)                                    | Kateryna Bondarenko                                 | 1er tour (1/64)                                     | Anastasia Pivovarova     | 2e tour (1/32)    | Maria Sharapova | Q1 \|\| style="text-align:left" \| Zhang Shuai |                    |
| 2011  | Q2 \|\| style="text-align:left" \| Anne Keothavong | Q1 \|\| style="text-align:left" \| Heather Watson   | Q1 \|\| style="text-align:left" \| Nina Bratchikova | —                        | —                 |                 |                                                |                    |
|       |                                                    |                                                     |                                                     |                          |                   |                 |                                                |                    |
| 2013  | Q1 \|\| style="text-align:left" \| Corinna Dentoni | Q1 \|\| style="text-align:left" \| Alexandra Panova | Q1 \|\| style="text-align:left" \| Julia Glushko    | —                        | —                 |                 |                                                |                    |

À droite du résultat, l'ultime adversaire.

### En double dames
| Année | Open d'Australie           | Open d'Australie        | Internationaux de France    | Internationaux de France | Wimbledon                    | Wimbledon            | US Open                   | US Open                    |
| ----- | -------------------------- | ----------------------- | --------------------------- | ------------------------ | ---------------------------- | -------------------- | ------------------------- | -------------------------- |
| 2008  | 1er tour (1/32) Gallovits  | Govortsova Kustova      | 1er tour (1/32) Parra       | Koryttseva Uhlířová      | —                            | —                    | —                         | —                          |
| 2009  | —                          | —                       | —                           | —                        | —                            | —                    | 1er tour (1/32) Dulgheru  | Kleybanova Makarova        |
| 2010  | 2e tour (1/16) Savchuk     | S. Williams V. Williams | 1er tour (1/32) Savchuk     | King Krajicek            | —                            | —                    | —                         | —                          |
| 2011  | 1er tour (1/32) Ondrášková | Govortsova Kudryavtseva | —                           | —                        | —                            | —                    | —                         | —                          |
|       |                            |                         |                             |                          |                              |                      |                           |                            |
| 2013  | —                          | —                       | —                           | —                        | 2e tour (1/16) Savchuk       | Aoyama Scheepers     | —                         | —                          |
| 2014  | 2e tour (1/16) Lepchenko   | Chan H-ch. Huber        | 1er tour (1/32) Vekić       | Barrois Beck             | 1er tour (1/32) Klemenschits | Koukalová Niculescu  | 1er tour (1/32) Vögele    | Kudryavtseva An. Rodionova |
| 2015  | 1er tour (1/32) Maria      | Mattek-Sands Šafářová   | 1er tour (1/32) N. Kichenok | Diyas Xu Yifan           | 1er tour (1/32) Liang Chen   | Bencic Siniaková     | 3e tour (1/8) Begu        | Chan H-ch. Chan Y-j.       |
| 2016  | 2e tour (1/16) Bonaventure | Pavlyuchenkova Vesnina  | 1er tour (1/32) Dushevina   | McHale Vandeweghe        | 1er tour (1/32) Begu         | Bertens Larsson      | 1er tour (1/32) Begu      | Ostapenko Petkovic         |
| 2017  | 2e tour (1/16) Savchuk     | Atawo Xu Yifan          | 1/4 de finale Savchuk       | Chan Y-j. Hingis         | 1er tour (1/32) V. Cepede    | Chan H-ch. Niculescu | 1er tour (1/32) Begu      | Gavrilova Kasatkina        |
| 2018  | 2e tour (1/16) Savchuk     | Šafářová Strýcová       | 1er tour (1/32) Lapko       | Krejčíková Siniaková     | 1er tour (1/32) Wang Yafan   | Chan Y-j. Peng Shuai | 2e tour (1/16) Han Xinyun | Hlaváčková Strýcová        |
| 2019  | 1er tour (1/32) Voskoboeva | Babos Mladenovic        | 1er tour (1/32) Jurak       | Friedsam Siegemund       |                              |                      | 2e tour (1/16) Yang Zh.   | L. Kichenok Ostapenko      |
| 2020  | 1er tour (1/32) Jakupović  | Babos Mladenovic        | 1er tour (1/32) Begu        | Mertens Sabalenka        | annulé                       | annulé               | 1er tour (1/16) Tormo     | Hradecká Klepač            |
| 2021  | 2e tour (1/16) Mitu        | L. Kichenok Ostapenko   | 2e tour (1/16) N. Kichenok  | Burel Paquet             | 3e tour (1/8) N. Kichenok    | Dolehide Sanders     | 3e tour (1/8) N. Kichenok | Guarachi Krawczyk          |
| 2022  | 2e tour (1/16) Friedsam    | Xu Yifan Yang Zh.       | 1er tour (1/32) N. Kichenok | Golubic Teichmann        |                              |                      |                           |                            |

N.B. : le nom du ou de la partenaire se trouve sous le résultat ; le nom des ultimes adversaires se trouve à droite.

### En double mixte
| Année | Open d'Australie | Open d'Australie | Internationaux de France | Internationaux de France | Wimbledon                     | Wimbledon                    | US Open                     | US Open                       |
| ----- | ---------------- | ---------------- | ------------------------ | ------------------------ | ----------------------------- | ---------------------------- | --------------------------- | ----------------------------- |
| 2015  | —                | —                | —                        | —                        | 3e tour (1/8) Michael Venus   | B. Mattek-Sands Mike Bryan   | —                           | —                             |
| 2016  | —                | —                | —                        | —                        | 1er tour (1/32) M. González   | Zhang Shuai Julian Knowle    | —                           | —                             |
| 2017  | —                | —                | —                        | —                        | 2e tour (1/16) Fabrice Martin | G. Dabrowski Rohan Bopanna   | 2e tour (1/8) Nikola Mektić | Tímea Babos Bruno Soares      |
| 2018  | —                | —                | —                        | —                        | 2e tour (1/16) Fabrice Martin | Chan Hao-ching Nikola Mektić | 1/4 de finale Franko Škugor | Alicja Rosolska Nikola Mektić |
| 2019  | —                | —                | 2e tour (1/8) F. Škugor  | G. Dabrowski Mate Pavić  | 1/4 de finale F. Škugor       | J. Ostapenko R. Lindstedt    | 2e tour (1/8) F. Škugor     | Latisha Chan Ivan Dodig       |

N.B. : le nom du partenaire se trouve sous le résultat ; le nom des ultimes adversaires se trouve à droite.

## Parcours en «Premier Mandatory» et «Premier 5»
Découlant d'une réforme du circuit WTA inaugurée en 2009, les tournois WTA « Premier Mandatory » et « Premier 5 » constituent les catégories d'épreuves les plus prestigieuses, après les quatre levées du Grand Chelem.

### En simple dames
| Année |              | Premier Mandatory         | Premier Mandatory           | Premier Mandatory | Premier Mandatory |       | Premier 5 | Premier 5 | Premier 5  | Premier 5 | Premier 5 | Premier 5 | Premier 5 |
| Année | Indian Wells | Miami                     | Madrid                      | Pékin             | Dubaï             | Dubaï | Rome      | Canada    | Cincinnati | Wuhan     | Wuhan     |           |           |
| Année | Indian Wells | Miami                     | Madrid                      | Pékin             | Dubaï             | Dubaï | Rome      | Canada    | Cincinnati | Wuhan     | Wuhan     |           |           |
| Année | Indian Wells | Miami                     | Madrid                      | Pékin             | Dubaï             | Dubaï | Rome      | Canada    | Cincinnati | Wuhan     | Wuhan     |           |           |
| 2010  |              | 1er tour (1/64) P. Hercog | 1er tour (1/64) A. Dulgheru |                   |                   |       |           |           |            |           |           |           |           |

Sous le résultat, l’ultime adversaire.

## Parcours aux Jeux olympiques

### En double dames
| # | Date       | Nom de l'olympiade                  | Surface    | Résultat       | Partenaire       | Ultimes adversaires              | Score     |          |
| - | ---------- | ----------------------------------- | ---------- | -------------- | ---------------- | -------------------------------- | --------- | -------- |
| 1 | 06/08/2016 | Olympic Tennis Event Rio de Janeiro | Dur (ext.) | 2e tour (1/8)  | Andreea Mitu     | Ekaterina Makarova Elena Vesnina | 6-1, 6-4  | Parcours |
| 2 | 31/07/2021 | Olympic Tennis Event Tokyo          | Dur (ext.) | 1/8e de finale | Monica Niculescu | Ellen Perez Samantha Stosur      | 7-63, 7-5 | Parcours |

## Parcours en Fed Cup
| #                                                                        | Date       | Lieu        | Surface    | Gagnante(s)                        | Perdante(s)               | Score            |          |
|                                                                          |            |             |            |                                    |                           |                  |          |
| 2015 - Barrage (groupe mondial I) - Canada - Roumanie - 2 : 3            |            |             |            |                                    |                           |                  |          |
| 1                                                                        | 18/04/2015 | Montréal    | Dur (int.) | Gabriela Dabrowski Sharon Fichman  | Andreea Mitu Raluca Olaru | 6-1, 4-6, [10-5] | Parcours |
|                                                                          |            |             |            |                                    |                           |                  |          |
| 2016 - 1er tour (groupe mondial) - Roumanie - République tchèque - 2 : 3 |            |             |            |                                    |                           |                  |          |
| 2                                                                        | 06/02/2016 | Cluj-Napoca | Dur (int.) | Karolína Plíšková Barbora Strýcová | Andreea Mitu Raluca Olaru | 6-2, 6-3         | Parcours |
|                                                                          |            |             |            |                                    |                           |                  |          |
| 2018 - 1er tour (groupe mondial II) - Roumanie - Canada : 3 : 1          |            |             |            |                                    |                           |                  |          |
| 3                                                                        | 10/02/2018 | Cluj-Napoca | Dur (int.) | Gabriela Dabrowski Carol Zhao      | Ana Bogdan Raluca Olaru   | 4-6, 6-1, [10-6] | Parcours |

## Classements WTA en fin de saison
| Année          | 2004 | 2005 | 2006 | 2007 | 2008 | 2009 | 2010 | 2011 | 2012 | 2013 | 2014 | 2015 | 2016 | 2017 | 2018 | 2019 | 2020 | 2021 | 2022 |
| Rang en simple | 766  | 509  | 311  | 56   | 126  | 73   | 182  | 247  | 247  | 359  | 773  | –    | –    | –    | –    | –    | –    | –    | –    |
| Rang en double | 587  | 600  | 344  | 413  | 154  | 96   | 92   | 122  | 129  | 73   | 55   | 54   | 73   | 36   | 44   | 46   | 43   | 36   | 155  |

Source : (en) Classements de Raluca Olaru sur le site officiel de la Fédération internationale de tennis